# Sykeus
Sykeus (grekiska: Συκέυς) var en jätte i grekisk mytologi. Han var son till Gaia (Jorden) och en av giganterna som stred mot de Olympiska gudarna.
Under en strid med guden Zeus flydde Sykeus till sin mor som gömde honom i sin barm och förvandlade honom till det första fikonträdet.